# سان ميشيل لوبسيرفاتوار
سان ميشيل لوبسيرفاتوار (بالفرنسية: Saint-Michel-l'Observatoire)‏
تنطق بالفرنسية: [sɛ̃ miʃɛl lɔpsɛʁvatwaʁ]
```
هي 
بلدية
 في 
إقليم
 
ألب البروفانس العليا
 في جنوب شرق فرنسا. لقد كان مكان وفاة عالم النبات 
جان بول دي روما داردين
 
 
[لغات أخرى]
‏
 في القرن الثامن عشر 
وطاوس عمروش
، الكاتبة الجزائرية الناطقة بالفرنسية ومغنية موسيقى 
القبائل
 والناشطة في قضايا المرأة.
```